# Hyakka Ryōran Samurai Girls
Hyakka Ryōran Samurai Girls (jap. 百花繚乱 SAMURAI GIRLS) ist eine Light-Novel-Serie von Akira Suzuki und Niθ, die seit 2009 in Japan erscheint. Sie umfasst mittlerweile 17 Bände und wurde mehrfach als Manga und Anime adaptiert. Die Geschichte spielt in einer alternativen Gegenwart, in dem Japan noch immer vom Tokugawa-Shogunat regiert wird. Sie ist in die Genres Etchi, Harem, Comedy, Fantasy und Action einzuordnen. 

## Inhalt
Im 21. Jahrhundert wird „Groß Japan“ noch immer vom Shogunat der Tokugawa regiert. Die Aufrechterhaltung der Ordnung wird an den Schulen von den Schülerräten durchgesetzt. An der Buō-Akademie am Fuße des Fuji, auf der Nachkommen des Kriegerstandes zu Samurai ausgebildet werden, rebelliert der Schüler Muneakira Yagyu (柳生 宗朗) gegen diese Ordnung, gemeinsam mit einigen Schülerinnen, die alle die Namen berühmter Krieger der japanischen Geschichte tragen. Sie bilden die Toyotomi-Fraktion, die das Shogunat stürzen will. Auch der Schülerrat, gegen den sie kämpfen, ist vor allem aus Mädchen zusammengesetzt.

## Buch-Veröffentlichungen
Die Serie erscheint seit Februar 2009 beim Verlag Hobby Japan mit bisher 17 Bänden. Eine englische Übersetzung wurde von Hobby Japan selbst digital veröffentlicht.
Eine erste, von Yura Shinano umgesetzte Fassung als Manga mit dem Titel Hyakka Ryōran: Sengoku Maidens erschien von Dezember 2009 bis März 2011 im Magazin Dengeki Daioh. Dessen Verlag ASCII Media Works brachte die Kapitel auch gesammelt in drei Bänden heraus. Eine neuerliche Adaption als Manga wurde von Junichi Iwasaki geschaffen und startete im Juni 2010 im Magazin Comic Alive bei Media Factory. Bisher erschienen zwei Sammelbände. Eine dritte Adaption mit dem Titel Hyakka Ryōran: Seven Spears (百花繚乱 セブン・スピア) von Tatara Yano startete im Dezember 2011 im Magazin Comic Dangan bei Hobby Japan und umfasst ebenfalls zwei Sammelbände.

## Radiosendung
Lantis produzierte eine Radiosendung zur Light Novel, die unter dem Titel Hyakka Ryōran: Radio Girls (百花繚乱 ラジオガールズ) als Internetradio-Sendung ausgestrahlt wurde. Sie startete am 17. September 2010 und wurde am 10. Januar 2011 abgeschlossen. Die Synchronsprecher von zwei Hauptfiguren, Aoi Yūki und Minako Kotobuki, führten durch die Sendung, die viel Bezug zur kurz danach startenden Anime-Fernsehserie hatte. Die Sendung wurde 2011 auf CD veröffentlicht.

## Anime-Fassungen
Zur Light Novel wurde eine Anime-Fernsehserie mit zwei Staffeln produziert sowie zwei Kurzserien als Original Video Animation (OVA) veröffentlicht. Die Animeserie entstand bei Studio Arms unter der Regie von Kōbun Shizuno. Hauptautor der ersten Staffel war Ryunosuke Kingetsu, für die zweite dann Satoru Nishizono. Das Charakterdesign entwarf Tsutomu Miyazawa, der auch die Animationsarbeiten leitete, und die künstlerische Leitung lag bei Junichi Higashi. In der Fernsehfassung sind, anders als in der DVD-Fassung, einige nackte Körperteile mit Tintenklecksen überdeckt worden.
Die erste Staffel mit 12 je 23 Minuten langen Folgen wurde vom 4. September bis zum 2. Dezember 2010 von TV Kanagawa und Chiba TV in Japan gezeigt. Mit einigen Tagen Verzögerung folgte die Ausstrahlung bei AT-X, Sun TV, Tokyo MX, Aichi TV und TV Saitama. In gleicher Weise erfolgte die Ausstrahlung der zweiten Staffel mit ebenso 12 Folgen vom 5. April bis 24. Juni 2013. Die erste Staffel wurde ab dem 4. Oktober 2011 ungeschnitten mit deutscher Synchronisation von Animax gezeigt. Die komplette Serie wurde auf Deutsch bei Anime on Demand per Streaming veröffentlicht sowie von FilmConfect ab Oktober 2011 ungeschnitten auf DVD veröffentlicht. Darüber hinaus erschienen englische, spanische und französische Fassungen.
Als OVA wurde zunächst 2010 eine sechsteilige Serie produziert, vom gleichen Studio wie die Fernsehserie. Die Drehbücher schrieben Atsushi Oka und Yūichi Monda. Der Anime erschien von 25. November 2010 bis 27. April 2011 auf DVD. Eine zweite OVA mit zwei Teilen erschien am 23. Januar 2015 in Japan. Nun unter Regie von Riki Fukushima und nach einem Drehbuch von Masahiro Okubo wurde sie erneut bei Studio Arms produziert.

### Synchronisation
| Rolle              | Japanische Stimme (Seiyū) | Deutsche Stimme  |
| ------------------ | ------------------------- | ---------------- |
| Jūbee Yagyū        | Aya Hirano                | Diana Borgwardt  |
| Muneakira Yagyū    | Daisuke Hirakawa          | Michael Baral    |
| Hanzō Hattori      | Saori Goto                | Anita Hopt       |
| Matabee Gotō       | Yu Kobayashi              | Dana Friedrich   |
| Yoshihiko Tokugawa | Takahiro Sakurai          | Rainer Fritzsche |

### Musik
Die Musik der Animeserie und der OVA komponierte Tatsuya Katō. Das Vorspannlied der ersten Staffel ist Last vision for last von Faylan, der Abspann ist unterlegt mit Koi ni Sesse Tōryanse (恋にせっせ通りゃんせ), gesungen von den Sprecherinnen Aoi Yuki, Minako Kotobuki und Rie Kugimiya. Bei der zweiten Staffel wurde AI DO. von Miyuki Hashimoto für den Vorspann verwendet und Kekka, Gūzen de Gozasōrō von Aoi Yuki, Rie Kugimiya und Minako Kotobuki für den Abspann. Der Abspann der ersten OVA ist Koi ni Sesse Tōryanse (恋にせっせ通りゃんせ), ebenfalls wieder gesungen von den Sprecherinnen der Protagonistinnen.

## Rezeption
In ihrer Kritik des Animes beschreibt die AnimaniA Kämpfe, die in einem experimentellen optischen Stil und mit „wehenden Röckchen und platzenden Blusen“ ausgetragen werden. Abgesehen von einer Protagonistin sähen alle Mädchen aus, „als wären ihre Brüste Testballons größenwahnsinniger Schönheitschirurgen“. Die Kriegerinnen seien „aufwändig, gleichermaßen sexy wie accessoirereich“ und mit übergroßen Waffen ausgestattet. Die meist flüssigen Animationen zeigten oft ein leicht körniges Bild und kräftige Outlines vor wie mit Wasserfarben gemalten Hintergründen, was sehr malerisch wirke. Leider wären zu oft nur Standbilder zu sehen. Die zur Selbstzensur eingesetzten Tintenkleckse wirkten anfangs noch originell, durch häufigen Einsatz aber bald störend und ließen manche der Kämpfe nur erahnen. Trotz großteils komischer, von Slapstick-Einlagen geprägter Geschichte gebe es ab und zu auch einen ernsten Ton und unblutige, aber ernstzunehmende Actionszenen. Die Musik dazu seien passende „fiebrig-wabernde Elektrobässe und treibende Percussions“, in Comedy-Szenen dagegen meist „groovige Akustikgitarren-Piano-Riffs mit einem Walking-Bass“. Die deutsche Synchronisation sei bemerkenswert gut gelungen, insbesondere bei der Aussprache japanischer Begriffe. Hervorzuheben seien Diana Borgwardt, Michael Baral und Dana Friedrich.